# Pope County (Illinois)
Das Pope County ist ein County im US-amerikanischen Bundesstaat Illinois. Im Jahr 2010 hatte das County 4470 Einwohner und eine Bevölkerungsdichte von 4,7 Einwohnern pro Quadratkilometer. Der Verwaltungssitz (County Seat) ist Golconda.

## Geografie
Das County liegt im Süden von Illinois am Ohio River, der die Grenze zu Kentucky bildet. Es hat eine Fläche von 970 Quadratkilometern, wovon zehn Quadratkilometer Wasserfläche sind. An das Pope County grenzen folgende Nachbarcountys:
| Williamson County | Saline County |                              |
| Johnson County    |               | Hardin County                |
| Massac County     |               | Livingston County (Kentucky) |

## Geschichte

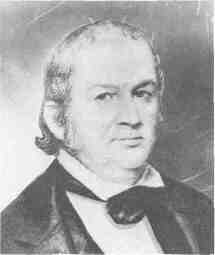
Nathaniel Pope

Das Pope County wurde am 10. Januar 1816 aus dem Gallatin County und dem Johnson County gebildet. Benannt wurde es nach Nathaniel Pope (1784–1850), dem ersten Sekretär des Illinois-Territoriums (1809 bis 1816) und dem letzten Territorial-Delegierten von Illinois im Kongress.

Die ersten Siedler waren Schotten und Iren, danach kamen hauptsächlich deutsche Einwanderer in dieses Gebiet. 1839 wurde der östliche Teil von Pope County abgetrennt, woraus das Hardin County entstand. Golconda, der Sitz der County-Verwaltung, wurde 1797 gegründet, allerdings unter dem Namen Sahrahsville, nach Sarah Lusk, Tochter eines Senators aus Virginia und Witwe von Major Lusk, der hier 1797 die erste Fähre gebaut und in Betrieb genommen hatte. Sarah Lusk bekam 1804 die Lizenz zum weiteren Betrieb der Fähre und war somit die erste Frau in Amerika, die eine solche Lizenz erhielt. Das erste Gerichtsgebäude wurde 1820 und das heute noch benutzte 1873 fertiggestellt.

### Territoriale Entwicklung

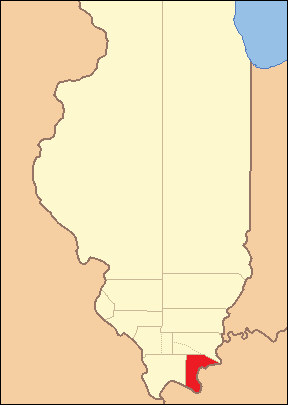
Das Pope County von seiner Gründung im Jahr 1816 bis 1839
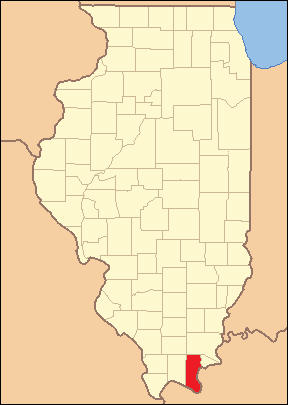
1839 bis 1843
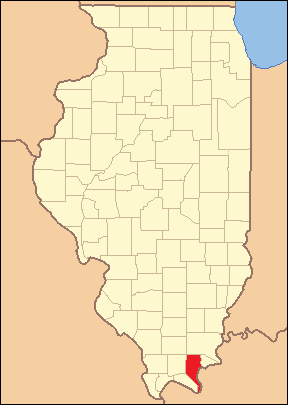
1843 bis 1847
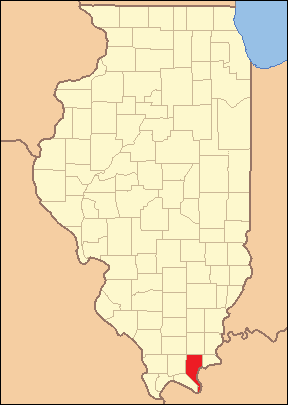
1847 bis heute

## Demografische Daten
Nach der Volkszählung im Jahr 2010 lebten im Pope County 4470 Menschen in 1751 Haushalten. Die Bevölkerungsdichte betrug 4,7 Einwohner pro Quadratkilometer. In den 1751 Haushalten lebten statistisch je 2,19 Personen.
Ethnisch betrachtet setzte sich die Bevölkerung zusammen aus 91,7 Prozent Weißen, 6,0 Prozent Afroamerikanern, 0,6 Prozent amerikanischen Ureinwohnern, 0,2 Prozent Asiaten sowie aus anderen ethnischen Gruppen; 0,9 Prozent stammten von zwei oder mehr Ethnien ab. Unabhängig von der ethnischen Zugehörigkeit waren 1,4 Prozent der Bevölkerung spanischer oder lateinamerikanischer Abstammung.
18,2 Prozent der Bevölkerung waren unter 18 Jahre alt, 60,2 Prozent waren zwischen 18 und 64 und 21,6 Prozent waren 65 Jahre oder älter. 47,3 Prozent der Bevölkerung war weiblich.

Das jährliche Durchschnittseinkommen eines Haushalts lag bei 37.177 USD. Das Prokopfeinkommen betrug 19.681 USD. 18,0 Prozent der Einwohner lebten unterhalb der Armutsgrenze.

## Ortschaften im Pope County
| City - Golconda | Village - Eddyville |

Unincorporated Communitys
| - Allens Spring - Bay City - Brownfield - Delwood - Dixon Springs - Glendale | - Gowins - Hamletsburg - Hartsville - Herod - Hodgeville - Homberg | - Julien Hill - Leisure City - Lusk - McCormick - New Liberty - Oak | - Old Brownfield - Raum - Renshaw - Rising Sun - Robbs - Rock | - Rosebud - Tansill - Temple Hill - Waltersburg - Watkins Ford |

## Gliederung
Das Pope County ist in sechs Bezirke (precincts) eingeteilt:
| Bezirk                   | Einwohner (2010) | FIPS     |
| ------------------------ | ---------------- | -------- |
| Eddyville No. 6 precinct | 792              | 17-91116 |
| Golconda No. 1 precinct  | 707              | 17-91386 |
| Golconda No. 2 precinct  | 952              | 17-91404 |
| Golconda No. 3 precinct  | 668              | 17-91422 |
| Jefferson No. 4 precinct | 485              | 17-91746 |
| Webster No. 5 precinct   | 866              | 17-93654 |